# Aeroportul Split
Aeroportul Split (în croată Zracna luka Sveti Jeronim) (IATA: SPU, ICAO: LDSP) este un aeroport din Split, Cantonul Split-Dalmația, Croația ce deservește zona Split. Aeroportul a fost tranzitat în 2022 de 2.908.577 de pasageri. A fost deschis în 25 noiembrie 1966 și numit după Ieronim.
Situat la o altitudine de 24 m, aeroportul dispune de 1 pistă.

## Infrastructură

### Piste
Aeroportul dispune de o singură pistă. Pista 05/23 are suprafața de Ciment și dimensiunile 2.550 m × 45 m. 